# Giovanni Palmieri (partigiano)
Giovanni Battista Palmieri, noto come Giovanni o Gianni (Bologna, 16 dicembre 1921 – Cà di Guzzo, 30 settembre 1944), è stato un partigiano e antifascista italiano, medaglia d'oro al valor militare alla memoria.
Studente universitario al sesto anno di medicina fu partigiano (nome di battaglia "Gianni") nella 36ª Brigata Garibaldi "Alessandro Bianconcini" assumendo la direzione del servizio sanitario. Il 27 settembre 1944 le SS tedesche, guidate da informatori fascisti, attaccarono i partigiani della 36ª. Nei tre giorni di aspri combattimenti contro le forze tedesche, Palmieri si prodigò nel curare i feriti, e quando il proprio reparto riuscì a sganciarsi dall'accerchiamento nemico, non volle abbandonare il suo posto e restò presso i feriti affidati alle sue cure. Catturato dai nazifascisti, Palmieri fu tenuto in vita affinché curasse i soldati tedeschi feriti; ma le SS lo fucilarono quando dovettero lasciare la posizione.